# Этвуд, Иден
И́ден Э́твуд (англ. Eden Atwood; род. 1969) — американская джазовая певица и актриса

. Дочь композитора Хаббарда Этвуда и внучка романиста А. Б. Гатри-младшего.
Записала несколько студийных альбомов

## Карьера
Этвуд родилась в Мемфисе, штат Теннесси. Когда ей было пять лет, её родители развелись, и она переехала с матерью в Монтану. Отец её матери был романистом А. Б. Гатри младшим Её отец, Хаббард Этвуд, был композитором и аранжировщиком. Он написал песни «Tell Me About Yourself» для Нэта Кинга Коула, «I Was the Last One to Know» для Стэна Кентона, и «No One Ever Tells You» для Фрэнка Синатры. Она брала уроки игры на фортепиано и пела в рок-группе в старшей школе, но бросила школу из-за травмы голосовых связок. Далее она обучалась в университете Монтаны, где сосредоточилась на музыкальном театре и драме. В течение шести месяцев посещала Американскую консерваторию в Чикаго. Она дала запись своего творчества владельцу бара в Чикаго, и, услышав её, он сделал её хедлайнером. В 1992 году Этвуд сыграла в мыльной опере «Любить» и в криминальной драме «Коммиш». В то же время она начала петь в клубах в Нью-Йорке. Мариан МакПартленд, пианист и радиоведущий, услышала копию дебютного альбома Этвуда «Today!» (1992), который был выпущен в предыдущем году. МакПартленд отправила копию в Concord Records, что сделало Этвуд одним из самых молодых музыкантов, подписавших контракт с Concord. Дебютный альбом был переиздан под названием No One Ever Tells You.

## Интерсекс
Этвуд родилась с синдромом нечувствительности к андрогенам, встречающимся примерно у 1 из 20 000 человек. У человека с этим состоянием клетки организма не способны реагировать на андрогены, «мужские» гормоны. Она впервые публично обсуждала свою интерсекс-вариацию с Биллом Колхазом в примечаниях к своему альбому 2002 года, «Waves: The Bossa Nova Session».
Этвуд является соучредителем The Interface Project, проекта, который делится историями интерсекс-людей.

## Дискография
- Today! (Southport, 1992)
- No One Ever Tells You (reiusse of Today, Concord Jazz, 1993)
- Cat on a Hot Tin Roof (Concord, 1993)
- There Again (Concord, 1995)
- A Night in the Life (Concord, 1996)
- My Ideal (Sangaji, 2002)
- Wild Women Don’t Get the Blues (2002)
- Waves: The Bossa Nova Session (Groove Note, 2002)
- This Is Always: The Ballad Session (Groove Note, 2004)
- Turn Me Loose (Sinatra Society of Japan, 2009)
- Like Someone in Love (Sinatra Society of Japan, 2010)
- The Girl From Ipanema (Sangaji, 2000)